# Uromastyx benti
Uromastyx benti (лат.) — вид ящериц семейства агамовых, обитающий на юго-восточной части Аравийского полуострова.

## Этимология
Видовое название, benti, дано в честь английского исследователя Джеймса Теодора Бента.

## Описание
Агама средних размеров крепкого телосложения длиной тела без хвоста до 19,6 см. Голова круглая с узкими вертикальными ушными отверстиями, по переднему краю обрамлёнными 3—6 увеличенными заострёнными чешуями. Туловищные чешуи мелкие и гладкие, 143—187 вокруг середины тела и 66—86 между горловой и паховой складками. Преанальные и бедренные поры отсутствуют. Хвост длинный и узкий, достигает 0,8—0,9 длины тела, состоит из 22—26 сегментов. Чешуи по бокам спинной стороны хвоста с длинными шипами. Тело светло-коричневое или желтоватое с поперечными рядами глазков цвета слоновой кости и пятнами с тёмными краями. Передние конечности и бока синеватые. Голова и шея у прогретых особей красноватые. От глаза расходятся тёмно-коричневые полосы. Окраска самцов намного более яркая, чем у самок.

## Распространение
Встречается в южном и юго-восточном Йемене (в окрестностях Аззана, Шибама, Мукаллы и Рас Фартака) и в южном Омане.

## Образ жизни
Ведёт дневной образ жизни. Обитает на скалистых холмах и каменистых склонах с редкой растительностью на высоте 800—1000 м над уровнем моря. В случае опасности скрывается в щелях между камнями.
Питается различными растениями, может поедать сухие травы.
Яйцекладущий вид. Спаривание происходит в январе—апреле. Делает по одной кладке в год, по 6—12 яиц. Детёныши выходят из яиц через 12 недель после откладки.

## Отношения с человеком
В сельских районах поедается бедуинами. Содержится в качестве экзотического домашнего питомца.